# Tina Chandler
Tina Chandler (Shreveport, Luisiana; 2 de septiembre de 1974) es una culturista profesional estadounidense.

## Primeros años y educación
Natural de la ciudad de Shreveport (Luisiana), donde nació en 1974, fue la segunda de tres hijos. Chandler nació en 1974 en Shreveport, Luisiana, la segunda de tres hijos. Creció en Conroe y Willis, ambas ciudades del estado de Texas. Estudió en la Universidad Estatal de Sam Houston.

## Carrera como culturista

### Amateur
Durante su infancia, Tina fue una gimnasta de competición; además de todos los deportes disponibles en los colegios a los que asistía (voleibol, atletismo, baloncesto, tenis, ciclismo, animadoras), se involucró en el entrenamiento con pesas de los deportes. Poco después, su carrera como gimnasta había terminado y necesitaba algo para ponerse en forma, así que buscó información en la revista Muscle and Fitness. Pronto se encontró cada vez más en la sala de pesas, ya que estaba satisfecha con algunos de los resultados que estaba obteniendo rápidamente. Asistió a su primera competición de culturismo, el SW Texas State, en 2004, que ganó. Obtuvo su tarjeta profesional de la IFBB tras quedar primera en la categoría de peso medio en los Nacionales organizados por la NPC en 2007.

### Profesional
En 2009, Tina asistió a su primera competición de Ms. Olympia, en la que quedó en décimo lugar.

### Historial competitivo
- 2004 - SW Texas State - 1º puesto (MW)
- 2005 - Lone Star Classic - 1º puesto (MW y overall)
- 2005 - NPC USA - 2º puesto (MW)
- 2006 - NPC USA - 1º puesto (MW)
- 2006 - NPC Nationals - 5º puesto (MW)
- 2007 - NPC Nationals - 1º puesto (MW)
- 2008 - IFBB New York Pro - 7º puesto
- 2009 - IFBB Tampa Pro - 3º puesto
- 2009 - IFBB Ms. Olympia - 10º puesto
- 2010 - IFBB Tampa Pro - 2º puesto
- 2010 - IFBB Ms. Olympia - 8º puesto
- 2011 - IFBB Ms. International - 8º puesto
- 2011 - IFBB Ms. Olympia - 10º puesto
- 2011 - IFBB Tampa Pro Championships - 2º puesto
- 2012 - IFBB Ms. International - 13º puesto
- 2013 - IFBB Chicago Pro Championships - 3º puesto
- 2013 - IFBB Tampa Pro Championships - 4º puesto
- 2013 - IFBB Ms. Olympia - 12º puesto[3][4]

## Vida personal
Tazzie vive en Houston (Texas).